# Clemens August von Twickel (Kämmerer)
Clemens August von Twickel (Taufname: Clemens I. August Edmund Maria) (* 10. Oktober 1721 in Münster; † 26. November 1792 in Lüttinghof) war Amtsdroste im Amt Rheine-Bevergern und kurkölnischer Kämmerer.

## Leben

### Herkunft und Familie
Clemens August wuchs als Sohn des Johann Rudolf von Twickel (1684–1759, Geheimrat und Amtsdroste) und seiner Frau Reichsfreiin Sebastiana Anna von Nesselrode zu Rath und Lüttinghof (1698–1726) in der uralten westfälischen Adelsfamilie von Twickel, die ursprünglich aus den Niederlanden kam und im 12. Jahrhundert im Münsterland auftauchte, zusammen mit seinem Bruder Jobst Edmund auf. Am 8. August 1750 heiratete er Sophia Bernhardina von Ledebur zu Perutz und Wicheln (1721–1781). Aus der Ehe sind die Kinder Clemens August (1755–1841) und Mechthild (1756–1791, ⚭ Clemens August von Galen) hervorgegangen.

### Werdegang und Wirken
Mit dem Erhalt der Tonsur am 19. Mai 1737 wurde Clemens August auf ein geistliches Leben vorbereitet, nachdem er zuvor seinem Vater als Droste des Amtes Rheine-Bevergern beigeordnet war. Am 23. Oktober 1742 erhielt er auf Bitten des Kaisers eine Dompräbende in Münster. Bevor er am 11. Juli 1748 als Nachfolger seines Vaters zum Amtsdrosten bestallt wurde, führte ihn eine Ausbildungsreise nach Frankreich mit einem Studium in Reims. Die Aufschwörung zur Münsterschen Ritterschaft fand am 2. Januar 1752 statt. Seine Ernennung zum Kämmer in Kurköln fiel auf den 12. April 1751. Am 4. Mai 1763 war er Deputierter der Münsterschen Ritterschaft bei der Einführung des neuen Landesherrn.

## Ehrungen und Auszeichnungen
- 14. April 1751 Großkreuzherr des St.-Michaels-Orden
- 7. Februar 1763 und 2. Oktober 1783 Geheimrat

## Sonstiges
Seine Mutter war Erbin des Hauses Lüttinghof. Clemens August wurde in der Schlosskapelle begraben.